# ダイパック

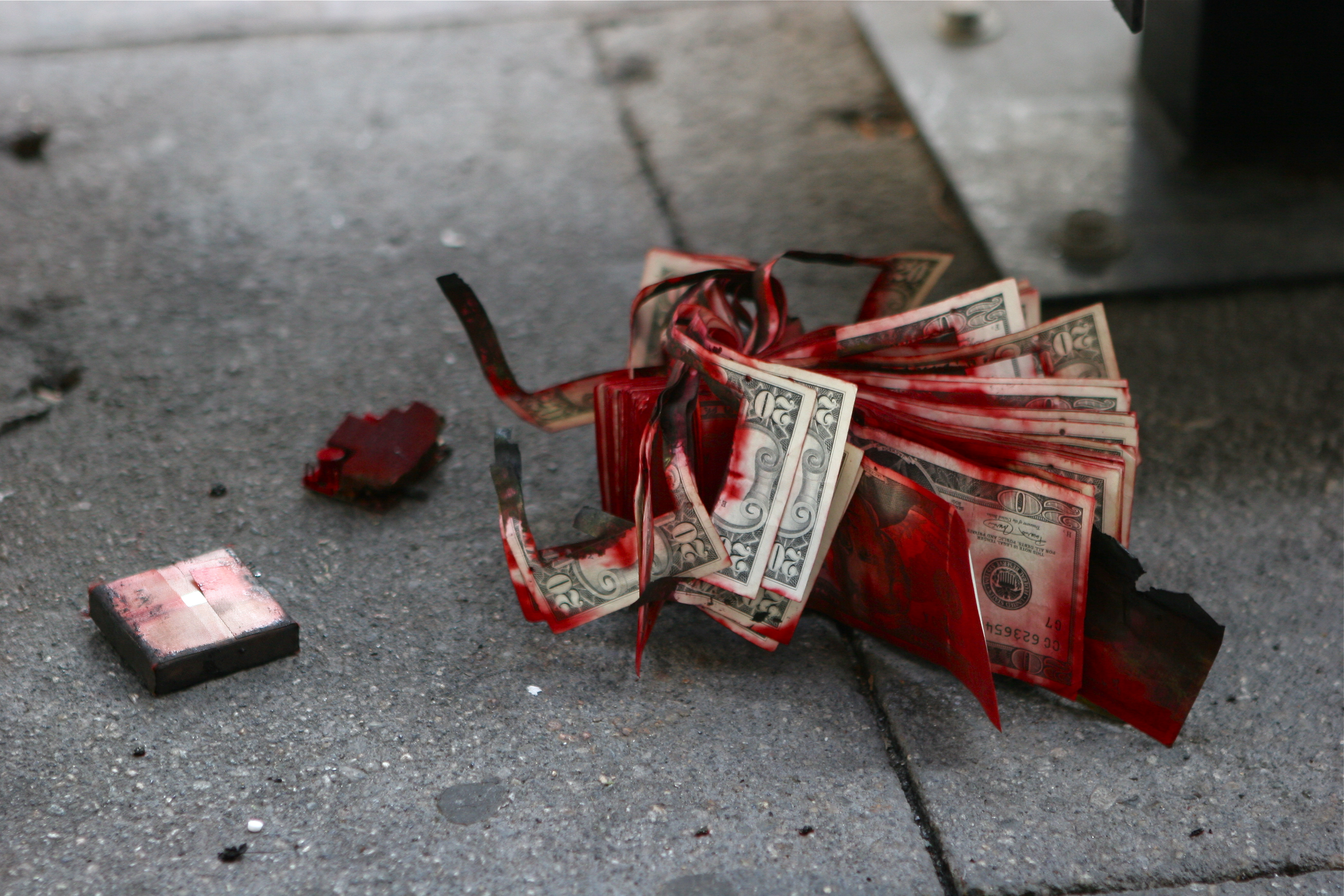
使用例

ダイパック（Dye Pack）は、銀行強盗対策に銀行が紙幣束に忍び込ませる追跡用染料を含んだラジコン式焼夷弾である。

## 概要
主に使われなくなった紙幣（10ドルもしくは20ドル）が使用される。外見は本物の紙幣に酷似しており、本物との識別はほぼ不可能。
これらは磁性プレートの近くに保存され、銀行員のそばでスタンバイ・セーフモードで保管されており、銀行強盗が発生した場合に銀行員が手渡せるようになっている。磁性プレートから離れるとダイパックの安全装置が解除され、銀行の建物のドアを抜ける際に送信機からの信号でタイマー（通常は10秒間）が作動し、タイマーがゼロになるとダイパックが破裂する。破裂によりエアロゾル（大半はメチルアミノアントラキノン）や催涙ガスが放出され、明るい赤色で盗まれた金や犯人をマークできるようになっている。この反応は204℃で進行するため、強盗犯がダイパックに触れたり、金を入れた袋や逃走用の車両からダイパックを捨てたりしにくくなっている。
ダイパックは全米の銀行の75%で使用されている。